# جزر أوركني الجنوبية
المنطقة القطبية الجنوبية أوركني الجنوبية (بالإنجليزية: South Orkney Islands)‏، هي جموعة من الجزر في المحيط الجنوبي، على بعد حوالي 604 كيلومترًا (375 ميلًا) شمال شرق طرف شبه جزيرة أنتاركتيكا و 844 كيلومترًا (524 ميلًا) جنوب غرب جزيرة جورجيا الجنوبية. تبلغ مساحتها الإجمالية حوالي 620 كيلومتر مربع (240 ميل مربع). تطالب كل من بريطانيا (كجزء من إقليم أنتاركتيكا البريطاني منذ عام 1962، والتي كانت في السابق تابعة لجزر فوكلاند) بالجزر، والأرجنتين كجزء من أنتاركتيكا الأرجنتينية. بموجب معاهدة أنتاركتيكا لعام 1959، يتم تعليق مطالبات السيادة.

تحتفظ كل من بريطانيا والأرجنتين بقواعد في الجزر. تقع القاعدة الأرجنتينية، اوركاداس، التي تأسست عام 1904 ، في جزيرة لوري. تستوعب المباني الـ 11 في المحطة الأرجنتينية ما يصل إلى 45 شخصًا خلال فصل الصيف، وبمعدل 14 شخصًا خلال فصل الشتاء.
تقع قاعدة المسح البريطانية لأنتاركتيكا محطة أبحاث سيجني، في جزيرة سيني وتم تأسيسها في عام 1947. تم تشغيلها في البداية على مدار العام، منذ 1995/6، تم فتح محطة محطة أبحاث سيجني فقط من نوفمبر إلى أبريل من كل عام (صيف نصف الكرة الجنوبي) .
باستثناء الأفراد الموجودين في القواعد، لا يوجد سكان دائمون في الجزر.

## التاريخ
تم اكتشاف جزر أوركني الجنوبية في عام 1821 من قبل الأمريكي ناثانيال براون بالمر والبريطاني جورج باول. تم تسمية الجزر في الأصل باسم مجموعة باول، مع الجزيرة الرئيسية المسماة جزيرة التتويج لأنها كانت سنة تتويج الملك جورج الرابع. في عام 1823، زار جيمس ويديل الجزر، وأعطى الأرخبيل اسمه الحالي (نسبة إلى جزر أوركني في شمال اسكتلندا) وأعاد تسمية بعض الجزر أيضًا. تقع جزر أوركني الجنوبية على نفس خط العرض جنوبًا تقريبًا حيث تقع جزر أوركني شمالًا (60 درجة جنوبًا مقابل 59 درجة شمالًا)، على الرغم من أنه من غير المعروف ما إذا كان هذا هو العامل وراء تسمية الجزر.
بعد ذلك، تمت زيارة الجزر بشكل متكرر من قبل صائدي الفقمة وصائدي الحيتان، ولكن لم يتم إجراء مسح شامل حتى رحلة ويليام سبيرزبروس في سكوتيا في عام 1903، والتي قضت الشتاء في جزيرة لوري. قام بروس بمسح الجزر، وأعاد بعض التغييرات في اسم ويديل، وأنشأ محطة أرصاد جوية، والتي تم بيعها إلى الحكومة الأرجنتينية عند مغادرته في عام 1904. هذه القاعدة، التي أعيدت تسميتها باسماوركادس في عام 1951، لا تزال تعمل حتى اليوم، وبالتالي فهي أقدم بحث يعمل باستمرار في القطب الجنوبي.
في عام 1908، أعلنت المملكة المتحدة سيادتها على مختلف مناطق أنتاركتيكا وأمريكا الجنوبية «إلى الجنوب من خط العرض 50 من خطالعرض الجنوبي، وتقع بين الدرجتين 20 و 80 من خط الطول الغربي»، بما في ذلك جزر أوركني الجنوبية. تمت إدارة الجزر لاحقًا كجزء من تبعيات جزر فوكلاند. تم بناء محطة أبحاث بيولوجية في جزيرة سيجني في عام 1947 من قبل هيئة المسح البريطانية للقارة القطبية الجنوبية، وتم تزويدها بالموظفين على مدار العام حتى عام 1996، عندما تم تقليص عدد موظفي المحطة إلى 8-10 أفراد ظلوا فقط خلال فصل الصيف في نصف الكرة الجنوبي (من نوفمبر إلى أبريل). عام). في عام 1962، أصبحت الجزر جزءًا من إقليم أنتاركتيكا البريطاني المنشأ حديثًا.
يعود تاريخ مطالبة الأرجنتين بالجزر إلى عام 1925. وقد تم تبريرها في الأصل من خلال الاحتلال الأرجنتيني لقاعدة جزيرة لوري وأدرجت لاحقًا في مطالبة إقليمية أوسع.

## الجغرافية والمناخ
تقع الجزر عند خطوط عرض حوالي 60 ° 30 'إلى 60 ° 48' جنوبا وخطي طول 44 ° 25 'إلى 46 ° 43' غربا في المحيط الجنوبي. كمجموعة من الجزر، تقع جزر أوركني الجنوبية في حوالي 60 درجة 35 درجة جنوباً 045 درجة 30 درجة غرباً.
يتكون الأرخبيل من أربع جزر رئيسية. جزيرة التتويج هي الأكبر، حيث يبلغ طولها حوالي 30 ميلاً (48 كم) ؛ أعلى نقطة هي جبل نيفيا الذي يرتفع إلى 4153 قدمًا (1,266 مترًا) فوق مستوى سطح البحر. جزيرة لوري هي أقصى شرق الجزر. الجزر الرئيسية الأخرى هي باولوسيني. أصغر الجزر في المجموعة تشمل جزر روبرتسون، وجزر السرج، وجزيرة أكونيا. تبلغ المساحة الإجمالية للأرخبيل حوالي 240 ميلاًمربعاً (620 كم 2) ، منها حوالي 90 في المائة من الجليد.
مناخ جنوب أوركنيس بارد بشكل عام ورطب وعاصف. الصيف قصير وبارد (من ديسمبر إلى مارس) عندما يصل متوسط درجات الحرارة إلى حوالي 3.5 درجة مئوية (38.3 درجة فهرنهايت) وينخفض إلى حوالي -12.8 درجة مئوية (9 درجة فهرنهايت) في يوليو. يتراوح نطاق درجة الحرارة طوال الوقت بين 12 و 44 درجة مئوية (53.6 و 47.2 درجة فهرنهايت). يغطي الجليد البحار المحيطة بالجزر من أواخر أبريل إلى نوفمبر.
حوض أوركني الجنوبي (60 ° 0′S 45 ° 0′W) هو حوض تحت سطح البحر سمي بالاشتراك مع جزر أوركني الجنوبية وتمت الموافقة عليه10/77 (ACUF 177).

## النباتات والحيوانات
على الرغم من الظروف القاسية، فإن الجزر تدعم الغطاء النباتي وهي جزء من منطقة التندرا البيئية لجزر سكوشيا سي، جنبًا إلى جنب مع جورجيا الجنوبية وجزر ساندويتش الجنوبية وجزر شيتلاند الجنوبية وجزيرة بوفيت. تقع كل هذه الجزر في البحار الباردة أسفل نقطة التقاء القطب الجنوبي. تدعم هذه المناطق نباتات التندرا التي تتكون من الطحالب والأشنات والطحالب، بينما تتغذى الطيور البحرية وطيور البطريق والفقمة في المياه المحيطة.
تعتبر المنطقة الساحلية لجنوب أوركنيس من الناحية البيولوجية إما هامدة أو فقيرة للغاية. توجد أمفيبودس ومستورقات تحت الصخور، جنبًا إلى جنب مع الطحالب المختلفة، والكيتون، وبعض بطنيات الأقدام. مع زيادة عمق المياه، تصبح الحياة أكثر تنوعًا: يظهر نجم البحر على بعد 2-3 أمتار جنبًا إلى جنب مع الإسفنج، والقنافذ. عند ارتفاع 8-10 أمتار، يزداد تنوع نجم البحر جنبًا إلى جنب مع الكتلة الحيوية العامة، وتوجد مستعمرات شاسعة لهذه الكائنات تحت 30 مترًا. يوجد نوعان من طيور البطريق، حزام الذقن (تشينستراب) (بيجوسيليس أنتاركتيكا) واديلي (بايجوساليس اديلي)، على الأرض.